# Saruma henryi
Saruma henryi är en piprankeväxtart som beskrevs av Daniel Oliver. Saruma henryi ingår i släktet Saruma och familjen piprankeväxter. Inga underarter finns listade i Catalogue of Life.